# El comiat d'en Yang
El comiat d'en Yang (anglès: After Yang) és una pel·lícula dramàtica de ciència-ficció metafísica estatunidenca del 2021 escrita, dirigida i editada per Kogonada. És protagonitzada per Colin Farrell, Jodie Turner-Smith, Justin H. Min, Malea Emma Tjandrawidjaja i Haley Lu Richardson. La trama segueix els intents d'una família de reparar el seu fill robòtic que no respon. La pel·lícula es va estrenar al Festival de Canes el 8 de juliol de 2021 i es va estrenar el 4 de març de 2022 a càrrec d'A24 i Showtime. Va rebre crítiques generalment positives. S'ha subtitulat al català.

## Repartiment
- Colin Farrell com a Jake Fleming
- Jodie Turner-Smith com a Kyra Fleming
- Justin H. Min com a Yang Fleming
- Malea Emma Tjandrawidjaja com a Mika Fleming
- Haley Lu Richardson com a Ada
- Ritchie Coster com a Russ
- Sarita Choudhury com a Cleo
- Clifton Collins Jr. com a George
- Deborah Hedwall com a Nancy